# Rafael Franco Quintero
Rafael Antonio Franco Quintero (14 de octubre de 1973) es un militar venezolano. Entre 2016 y 2018 se desempeñó como director de la Dirección Especial de Investigaciones Penales y Criminalísticas, adscita a su vez a la Dirección General de Contrainteligencia Militar (DGCIM).
La Misión Internacional de determinación de los hechos de las Naciones Unidas sobre Venezuela ha señalado a Quintero como uno de los principales responsables de la tortura cometida en Venezuela. Por su rol en la violación de derechos humanos en el país, ha sido sancionado por múltiples países, incluyendo la Unión Europea y Estados Unidos. 

## Carrera
Quintero inició sus estudios en la Academia Militar de Venezuela en Fuerte Tiuna, en Caracas, graduándose en la promoción general en jefe Rafael Urdaneta en 1995. De acuerdo a la periodista Sebastiana Barráez, especializada en el ámbito militar, ha recibido entrenamiento por parte de la inteligencia cubana.
En 2013 fue incorporado a la Dirección General de Contrainteligencia Militar (DGCIM) por su director, Hugo «El Pollo» Carvajal, donde se desempeñó como Director Regional de Operaciones de la Región Central antes de ser trasladado a la sede de la DGCIM en Boleíta, Caracas. Entre 2016 y noviembre de 2018 Quintero se desempeñó como director de la Dirección Especial de Investigaciones Penales y Criminalísticas (DEIPC) de la DGCIM,
El 2 de agosto de 2019 fue designado como director de Seguridad Aeroportuaria del Aeropuerto Internacional de Maiquetía en condición de encargado, cargo en el que participa directamente en los arrestos de familiares de líderes opositores que llegaban o salían del país. El 11 de febrero de 2020 Quintero permitió y supervisó una agresión contra Juan Guaidó en el aeropuerto de Maiquetía, luego de que regresara de una gira internacional.
El 20 de septiembre de 2022, a Misión Internacional de determinación de los hechos de las Naciones Unidas sobre Venezuela señaló a Quintero como uno de los principales responsables de la tortura cometida en Venezuela. De acuerdo a la Misión, la tortura se ha incluido entre las órdenes que ha dado a subordinados. Como director de la DEIPC, habría dirigido operaciones de inteligencia, que incluían la investigación de presuntos militares disidentes, y solicitado la apertura de investigaciones a la fiscalía militar. Quintero también es señalado de participar en interrogatorios de los detenidos en la sede de Boleíta, lugar donde habría tenido un despacho propio en el sótano 1, donde se encontraban varias celdas de detención usadas para torturas. Además, ha sido implicado en la violencia sexual contra presos, incluyendo al capitán Juan Caguaripano, y de tanto detenciones arbitrarias como desapariciones forzadas, como la de Luis de la Sotta o la de Igbert Marín Chaparro.
En julio de 2020 fue ascendido al rango de general de brigada por Nicolás Maduro y el 4 de julio de 2023, después de ser responsabilizado como torturador por las Naciones Unidas, fue ascendido nuevamente al rango de general de división. El artículo 134 de la ley constitucional de la Fuerza Armada Nacional Bolivariana prohíbe ascender a los militares que estén siendo investigados por causas penales, administrativas o disciplinarias, "con la condición de imputado, encausado o investigado o contra quien se hubiere dictado orden de aprehensión". No obstante, los oficiales pueden ser ascendidos con una sentencia favorable o absolutoria definitivamente firme siempre y en cuando cumplan con otros requisitos establecidos.

## Sanciones
Quintero ha sido sancionado por Estados Unidos, la Unión Europea, Reino Unido y Suiza por violaciones a los derechos humanos.
- Estados Unidos: Congelación de activos y prohibición de participación financiera de los estadounidenses (19 de julio de 2019).
- Unión Europea: Congelación de activos y recursos financieros, prohibición de viaje (27 de septiembre de 2019).
- Reino Unido: Congelación de activos y recursos financieros, prohibición de viaje (27 de septiembre de 2019).
- Suiza: Congelación de activos y recursos financieros, prohibición de viaje (10 de octubre de 2019).
- Macedonia del Norte,  Montenegro,  Albania,  Islandia,  Liechtenstein,  Moldavia,  Armenia y  Georgia: Congelación de activos y recursos financieros, prohibición de viaje (31 de octubre de 2019).